# Kaikan Phrase
Kaikan Phrase (快感♥フレーズ Kaikan Furēzu?, Melodía erótica) es el manga más famoso de la autora japonesa Mayu Shinjō, publicado por primera vez en Japón en Shōjo Comic. El manga fue adaptado en una serie de animé de 44 episodios. Para promocionar el animé se crearon dos bandas en el mundo real: Λucifer (a veces escrito Aucifer y pronunciado Lucifer pues Λ es la letra griega lambda), la banda en que se centra la historia y e.mu, su banda rival. En España ha sido comercializado por la editorial Ivréa. 

## Argumento
La historia se centra en la relación de Ookochi Sakuya y Yukimura Aine. Sakuya es el líder de la banda de j-rock lucifer y el objeto de deseo de millones de mujeres. Aine es una recatada estudiante secundaria que se encuentra de pronto en el medio del estridente mundo que rodea a la banda. Ellos se conocen por accidente y la atracción entre ambos es inmediata. Sakuya escoge a Aine como la letrista oficial de Λucifer, cosa que hace bajo el pseudónimo masculino de Yukihiko Aine para protegerse de las celosas fanes del grupo. Λucifer es conocido por sus letras sensuales y sus bellos integrantes, por lo que Sakuya provoca sexualmente a Aine para ayudarle con sus letras.
La relación entre Aine y Sakuya no está exenta de problemas. Debido a las características de Sakuya, Aine se transforma en el objetivo no solo de las celosas fanes de Λucifer, además de poderosos hombres que desean destruir a Sakuya hiriéndola. A lo largo de los volúmenes de la serie se suceden exnovios, exnovias, fanes obsesivas, enemigos de Sakuya, etc, sometiendo la relación de Aine y Sakuya a continuas pruebas.

### Diferencias en la adaptación animé
La adaptación al animé no sigue la historia original del manga. El manga está más enfocado en la relación entre Aine, simple estudiante y Sakuya, famosa estrella de j-rock, y las dificultades que esto provoca en su relación. El animé está mucho más enfocado en la banda y en cómo llegaron a reunirse, en el camino a la fama y las dificultades que pasaron para llegar allí. 
Aine es el personaje principal del manga, mientras que en el animé no aparece hasta bien avanzada la serie. Además, en el manga los otros personajes de la banda aparecen muy poco, principalmente calmando a Sakuya cuando pierde el control porque Aine es amenazada por algún peligro, mientras que en el animé aparecen presentados de forma mucho más importante.